# 青葉神社 (石巻市)
青葉神社（あおばじんじゃ）は、宮城県石巻市門脇字青葉東にある神社である。武振彦命（たけふるひこのみこと。仙台藩祖伊達政宗の神号）を祀る。

## 歴史
明治14年（1881年）の旧仙台藩士による大街道開拓の際に、藩祖への感謝と開拓の成功を祈願して、仙台市北山の青葉神社を分祀した神社。大正11年（1922年）の青葉神社の社殿改築の時に余材をもらい受けて社殿を改築し、現在の社殿が完成した。
境内には「仙台藩士牡鹿原開墾記念碑」がある。

## 交通
- JR仙石線
  - 蛇田駅より徒歩で約20分。
  - 石巻あゆみ野駅より徒歩で約15分。